# Sicilia IGP (olio di oliva)
IGP Sicilia è un tipo di olio extravergine di oliva siciliano ad indicazione geografica protetta, che si produce con le olive raccolte nei territori dei comuni dell'isola non ricompresi già nelle zone a Denominazione di origine protetta. È stato riconosciuto nel 2016, con la pubblicazione nella Gazzetta Ufficiale dell'Unione europea il 16 settembre di quell'anno .

## Varietà
- Cultivar maggiori: Biancolilla, Cerasuola, Moresca, Nocellara del Belice, Nocellara Etnea, Ogliarola Messinese e Tonda Iblea.
- Cultivar minori: Aitana, Bottone di gallo, Brandofino, Calatina, Cavalieri, Crastu, Erbano, Giarraffa, Lumiaru, Marmorigna, Minuta nasitana, Nerba, Nocellara messinese, Olivo di Mandanici, Piricuddara, Santagatese, Vaddarica, Verdello, Verdese, Zaituna.[4]